# هاينريش كورز
هاينريش كورز (بالألمانية: Heinrich Kurz)‏ (و. 1805 – 1873 م) هو مؤرخ أدبي، ومؤلف، ومترجم، وأمين مكتبة، وكاتب من ألمانيا، وسويسرا، ولد في باريس، توفي في أراو، عن عمر يناهز 68 عاماً.